# Winter Ethereal
Winter Ethereal è il secondo disco della progressive metal band Arch/Matheos, pubblicato il 10 maggio 2019 dalla Metal Blade Records.
Da questo album sono stati realizzati due video promozionali, Straight and Narrow e Tethered, diretti da David Brodsky.

## Tracce
- Tutte le canzoni sono scritte da Jim Matheos e John Arch[4]
- Testi di John Arch[4]

1. Vermillion Moons – 9:07
2. Wanderlust – 5:59
3. Solitary Man – 5:42
4. Wrath of the Universe – 8:23
5. Tethered – 6:12
6. Straight and Narrow – 4:20
7. Pitch Black Prism – 7:06
8. Never in Your Hands – 8:13
9. Kindred Spirits – 13:01

## Formazione
- John Arch - voce
- Jim Matheos - chitarra

con:
- Steve DiGiorgio - basso in 1, 4, 6
- Joey Vera - basso in 2, 8
- Sean Malone - basso in 7, 9
- Joe DiBiase - basso in 3
- George Hideous - basso in 5
- Thomas Lang - batteria in 1, 3, 7
- Bobby Jarzombek - batteria in 4, 6
- Mark Zonder - batteria in 2, 5
- Baard Kolstad - batteria in 8
- Matt Lynch - batteria in 9
- Frank Aresti - assoli di chitarra in 8 a 4:29 e 4:56, 9 a 6:18 e 6:44[5]

## Classifiche
| Anno | Classifica                       | Posizione |
| ---- | -------------------------------- | --------- |
| 2019 | Svizzera                         | 85        |
| 2019 | Germania                         | 22        |
| 2019 | Austria                          | 71        |
| 2019 | Stati Uniti (Top Heatseekers)    | 5         |
| 2019 | Stati Uniti (Independent Albums) | 25        |
| 2019 | Stati Uniti (Emerging Artists)   | 47        |
| 2019 | Stati Uniti (Top Current Albums) | 87        |
| 2019 | Stati Uniti (Hard Rock Albums)   | 11        |
| 2019 | Stati Uniti (Rock Album)         | 32        |